# نظریه رابطه اشیاء
در آسیب‌شناسی روانی به شکل‌گیری روان بر اساس عوامل محیطی در دوران کودکی نظریه رابطه اشیاء (به انگلیسی: Object relations theory) می‌گویند. بر اساس نظریه روان‌پویشی، رابطه افراد با محیط پیرامون‌شان بر اساس نوع رفتار خانواده با آن‌ها در دوران کودکی شکل می‌گیرد. برای مثال یک شخص بالغ که در کودکی به او بی‌توجهی شده یا مورد آزار قرار گرفته، در بزرگسالی از افرادی که او را به یاد پدر و مادر بی‌توجه یا آزارگرش می‌اندازند، انتظار رفتار مشابهی دارد. این تصاویر از افراد و رویدادها در ناخودآگاه به شکل شیء در می‌آیند که «خود» آن‌ها را به بزرگسالی می‌آورد و ناخودآگاه برای پیش‌بینی رفتار سایرین در ارتباطات و تعاملات اجتماعی، از این اشیاء استفاده می‌کند.
معمولاً اولین شیء برای هر شخص تصویر درونی‌سازی شدهٔ مادر اوست. اشیاء درونی توسط الگوهای موجود در تجربهٔ شخص از مراقبت شدن در دوران طفولیت شکل می‌گیرد؛ که ممکن است بازنمایی دقیقی از مراقبت‌کنندگان حقیقی و بیرونی او باشد یا نباشد. اشیاء معمولاً تصاویر درونی‌سازی شدهٔ مادر، پدر، یا مراقبت‌کنندگان شخص است. اما می‌تواند بخشی از یک شخص هم باشد مانند ارتباط نوزاد با سینهٔ مادر یا آنچه در دنیای درونی فرد وجود دارد (تصاویر درونی‌سازی شدهٔ فرد از دیگران). ممکن است تجربیات بعدی الگوهای پیشین را تغییر دهد، اما معمولاً اشیاء در تمامی طول زندگی تأثیر و نفوذ زیادی دارند. در ابتدا اشیاء در ذهن نوزاد توسط کارکردشان شناخته می‌شوند و نیمه شیء نامیده می‌شوند. سینه‌ای که به نوزاد گرسنه شیر می‌دهد «سینهٔ خوب» است و نوزاد گرسنه‌ای که سینه‌ای نیابد با «سینهٔ بد» ارتباط دارد. در محیط تسهیلگری که «به اندازهٔ کافی» خوب باشد نیمه شئ‌ها به ادراکی از یک شیء کامل تغییر شکل می‌دهند. این تغییر با توانایی تحمل عدم قطعیت در ارتباط است: دیدن آنکه هم سینهٔ «خوب» و هم سینهٔ «بد» بخشی از همان مادر هستند.

## تاریخچه
دیدگاه اشیا ابتدا در ‍۱۹۱۷ توسط Ferenczi پدیدار گشت و بعداً در ۱۹۲۰، رانک عبارت «پیش-اودیپی» را عنوان کرد. روانشناسان بریتانیایی از جمله ملانی کلاین، دونالد وینیکات، Harry_Guntrip, Scott Stuart, و سایرین تئوری رابطه اشیاء را در خلال دو دههٔ ۱۹۴۰ و ۱۹۵۰ گسترش دادند. Ronald Fairbairn در ۱۹۵۲ به صورت مستقل تئوری خود را در مورد تئوری رابطه اشیاء تنظیم کرد.
در حالی که Fairbairn عبارت رابطه اشیاء را مصطلح کرد، کارهای ملانی کلاین -حداقل در آمریکای شمالی معاصر- بیش‌تر با عبارات «تئوری رابطه اشیاء» و «رابطه اشیاء بریتانیایی» شناخته می‌شود، و تأثیر آنچه به عنوان گروه مستقل بریتانیا شناخته می‌شود -که عنوان می‌کند هدف اصلی کودک دنبال کردن اشیاء و نه ارضای سائق‌ها است- هرچه بیشتر مورد قبول واقع می‌گردد. کلاین حس می‌کرد زمین جنگ روان‌پویایشی که فروید عنوان کرد خیلی زود در زندگی اتفاق می‌افتد، یعنی در دوران نوزادی. بعلاوه، منشأ آن از آنچه فروید عنوان کرد متفاوت است. ارتباطات بین مادر و نوزاد آنقدر عمیق و شدید است که تمرکز ساختار سائق‌های نوزاد را شکل می‌دهد. با شناخت بیشتری که کودک از مادر پیدا می‌کند و درمیابد مادر بیش از سینه‌ای است که به او غذا می‌دهد، بعضی از این ارتباطات خشم و عصبانیت را تحریک می‌کنند و برخی دیگر احساس قوی وابستگی در او پدیدمی‌آورند. این فعل و انفعالات به‌شکل تهدیدی در می‌آیند که فردیت نوزاد را بخطر می‌اندازد. کلاین معتقد است اینکه نوزاد به چه شکل این کشمکش‌ها را حل می‌کند؛ در شخصیت بزرگ‌سالی او بازتاب می‌یابد.
 فروید اشخاص موجود در محیط فرد را «شیء» می‌نامید تا افراد را به عنوان هدف سائق‌ها عنوان کند.